# Мануел Алмунија
Мануел Алмунија Риверо (шп. Manuel Almunia Rivero; Памплона; 19. мај 1977) бивши је шпански фудбалски голман

## Каријера

### Рана каријера
Каријеру је почео у резервама ФК Осасуне 1997. године, где је две године играо у Сегунди Б. Још две сезоне је провео у истој категорији у ФК Картагена и ФК Сабадел, а 2001. прелази у ФК Селту која је тада играла у Ла Лиги.
Ипак, веома кратко након што се придружио Селти, Алмунија је позајмљен ФК Еибару који је играо у Сегунда дивизији, где је провео сезону 2001/02. као први голман. Током сезоне 2002/03., Селта га позајмљује прволигашу ФК Рекреативу, где није добио шансу да игра поред Хосе Антонио Луке Рамиреза и Цезара, одигравши само две лигашке утакмице. Деби у првој лиги Алмунија је имао 17. новембра 2002, касније добио црвени картон, у поразу 0-3 од ФК Алавеса.
Онда се вратио у Селту, поново је позајмљен трећи и последњи пут, сада у ФК Алавес 1. новембра 2003. Деби за клуб имао је у поразу 1-0 против ФК Малаге. Алмунија је добио статус првог голмана, одигравши укупно у тој сезони 24 утакмице, помогавши Албасетеу да заврши као 14-ти.

### Арсенал
Алмунија је потписао уговор за Арсенал 14. јула 2004. Деби у тиму Арсенала имао 27. октобра 2004. у победи од 2-1 против Манчестер Ситија у Лига купу.

## Репрезентација
Алмунија није одиграо ниједан меч за репрезентацију и изразио је у више наврата његову жељу да игра за Енглеску, али само под условом да не добије позив да игра за Шпанију. Алмунија је стекао право на британско држављанство у јулу 2009. пошто му је пет година место боравка било Уједињено Краљевство.